# Продавач
Продавачът е физическо лице, фирма или друга юридическа организация, продаваща стоки или услуги.